# تثبيت (علم النفس)
التثبيت أو التشبث (بالإنجليزية: Fixation)‏ هو الانشغال المفرط بفكرة واحدة أو هدف أو نزعة. وهو مفهوم في علم النفس البشري ابتكره سيغموند فرويد لوصف بقاء وثبات السمات الجنسية في غير وقت حدوثها. بعد ذلك استُخدم المصطلح في نظرية علاقات الفرد للإشارة إلى تعلقات النفس بالأفراد أو الأشياء التي تستمر من الطفولة إلى البلوغ.

## فرويد
افترض فرويد أن بعض البشر قد يتطور لديهم تثبيت نفسي لواحد أو أكثر من الأسباب التالية:
- نقص الإشباع المناسب خلال إحدى مراحل النمو النفسي الجنسي.
- تلقي انطباع قوي من إحدى هذه المراحل، وفي هذه الحالة تعكس شخصية الفرد تلك المرحلة طوال مرحلة الرشد.[5]
- تجلٍ قوي ومفرط لهذه الغرائز في عمر مبكر جدا يؤدي إلى تثبيت جزئي، يشكل بعدها نقطة ضعيفة في بنية الوظيفة الجنسية.[6]

مع تطور نظرية فرويد، تطور كذلك نطاق "نقاط التثبيت" الممكنة التي رأى أن لها نفس القدر من الأهمية في إنتاج أنواع معينة من العصاب. ومع ذلك، استمر في رؤية التثبيت على أنه "مظهرٌ لروابط مبكرة جدا - روابط يصعب حلها - بين الغرائز والانطباعات والأفراد (المواضيع) التي لها صلة بتلك الانطباعات".
يتضمن العلاج بالتحليل النفسي إنتاج انتقال تثبيت جديد مكان القديم. قد يكون التثبيت الجديد -على سبيل المثال انتقال من الأب إلى المحلل- مختلفا كثيرا عن القديم، لكنه سيمتص طاقاته ويسمح لها بالتحرر في النهاية لأغراض أخرى غير التثبيت.

### اعتراضات
- تصنيف ما إذا كان تعلقٌ شديدٌ ما (وسواسي) تثبيت أو تعبيرٌ عن الحب يمكن الدفاع عنه، أمر مختلفٌ عليه في بعض الأحيان. يمكن أن يحدث التثبيت كذلك على أمور غير ملموسة أو معنوية (مثل الأفكار والأيديولوجيات). يوجد عامل الوسواس الخاص بالتثبيت في الأعراض الخاصة باضطراب الوسواس القهري كذلك، والذي ربطه المحللون النفسيون بمزيج من الإحباطات والإشباعات المبكرة (قبل البلوغ).[11]
- قورن التثبيت بالتطبع[12] في مرحلة مبكرة وحساسة من النمو.[13] يُعارض آخرون أن فرويد كان يحاول التأكيد على ليونة الروابط بين الرغبة الجنسية والفرد، والحاجة إلى إيجاد سبب محدد (انحرافي أو عصبي) لأي تثبيت ما.[14]